# Silvia Staub-Bernasconi
Silvia Staub-Bernasconi (* 12. Mai 1936 in Zürich) ist eine Schweizer Sozialarbeiterin, Sozialarbeitswissenschaftlerin und seit 2003 emeritierte Professorin der Sozialen Arbeit. Sie ist bekannt für ihre Beiträge zur Sozialarbeitswissenschaft, insbesondere für das sogenannte Tripelmandat und dem Verständnis von Sozialer Arbeit als Menschenrechtsprofession. 

## Leben und Wirken

### Kindheit und Jugend
Silvia Staub-Bernasconi wurde am 12. Mai 1936 in Zürich geboren und wuchs mit einem Bruder auf. Ihre Mutter stammte aus der französischsprachigen Schweiz, ihr Vater aus dem italienischsprachigen Kanton Tessin. Aufgrund der Weltwirtschaftskrise sei der Vater gezwungen gewesen, nach Zürich auszuwandern, wo er eine schlecht bezahlte Arbeit annahm, um den Lebensunterhalt der Familie zu sichern.
Mit dem Ausbruch des Zweiten Weltkriegs im Jahr 1939 war Staub-Bernasconi drei Jahre alt. Die Familie lebte damals in der deutschsprachigen Schweiz, wurde jedoch bei akuter Kriegsgefahr immer wieder kurzfristig in die Romandie gebracht, da der Vater befürchtete, die deutsche Schweiz könnte als erstes Ziel eines Einmarschs dienen. In der Primarschule durfte Silvia Staub-Bernasconi nichts über ihre familiäre Herkunft erzählen - ihre Eltern hatten Sorge, sie könnte von Kindern aus nationalsozialistisch gesinnten Familien ausspioniert werden. Eine enge Freundin ihrer Mutter arbeitete als Rotkreuz-Helferin und brachte viele jüdische Kinder über die Grenze in die Schweiz. Sie erzählte im Haus der Familie von ihren grausamen Erlebnissen in Deutschland. Silvia habe trotz ihres jungen Alters aufmerksam zugehört und sei tief erschüttert gewesen. Aus kindlichem Mitgefühl begann sie, Pläne für Heime mit Spielplätzen zu zeichnen, um diese Kinder unterzubringen. Am 8. Mai 1945, dem Tag des Kriegsendes, schwor sie sich als Achtjährige, niemals nach Deutschland zu reisen.
Nach dem Besuch der Primarschule war Staub-Bernasconis weiterer Bildungsweg zunächst unklar. Während für ihren Bruder ein Studium vorgesehen war, wurde sie selbst – trotz ihres ausgeprägten Interesses an Literatur – von einem Lehrer als „gute Schülerin, aber keine Intellektuelle“ eingestuft. Ihr Vater vertrat zunächst die Auffassung, dass sie möglichst bald eine Ausbildung abschließen und ihren Lebensunterhalt selbst verdienen solle. Auf Druck von Verwandten mütterlicherseits entschied sich die Familie schließlich dafür, ihr den Besuch einer Wirtschaftsschule mit Abschluss der Wirtschaftsmatur zu ermöglichen.

### Beruflicher und akademischer Werdegang
Von 1958 bis 1960 absolvierte Staub-Bernasconi eine Ausbildung zur Sozialarbeiterin an der Schule für Soziale Arbeit Zürich (heute Teil der Zürcher Hochschule für Angewandte Wissenschaften). Anschließend arbeitete sie im Sozialdienst von Dietikon. Zwischen 1963 und 1965 studierte sie als UNO-Stipendiatin Social Work in den USA (University of Minnesota, University of Michigan, Columbia University). Danach studierte sie Soziologie, Sozialethik und Pädagogik in Zürich, wo sie auch zur Dr. phil. promovierte. Sie arbeitete als Sozialarbeiterin im Bereich Streetwork, im Sozialdienst und in Projekten der Jugend- und Migrationssozialarbeit.
Ab 1967 lehrte Staub-Bernasconi an der Schule für Soziale Arbeit in Zürich. In ihrer Dissertation 1983 legte sie das Fundament einer eigenen Theorie, die sie im Laufe der Zeit weiterentwickelte. Viele Impulse für ihre wissenschaftliche Arbeit erhielt sie unter anderem von Werner Obrecht. Sie hielt zahlreiche Vorträge im In- und Ausland und publizierte viel. Sie wurde Dozentin an mehreren Universitäten (z. B. Trier, Berlin) und war von 1998 bis zu seiner Auflösung 2003 Gastprofessorin am Institut für Sozialpädagogik der Technischen Universität Berlin. Über die Zeit hinweg hielt sie eine enge Verbindung zur Praxis der Sozialen Arbeit, engagierte sich z. B. im schweizerischen Frauenrat für Außenpolitik und anderen Frauenprojekten.
Ab dem Jahr 2000 war Staub-Bernasconi wesentlich an der Konzeption und Entwicklung des Masterprogramms Soziale Arbeit als Menschenrechtsprofession beteiligt, das 2002 in Kooperation mehrerer Berliner Hochschulen und der Humboldt-Universität startete. Später schlossen sich weitere Institutionen wie der UNESCO-Lehrstuhl in Magdeburg, das Institut für Soziologie der Universität Basel und das Deutsche Institut für Menschenrechte an. Bis 2010 leitete Staub-Bernasconi das Programm, das mehrfach akkreditiert wurde. Zudem war sie an der Entwicklung eines internationalen, englischsprachigen Masterstudiengangs beteiligt, der seit 2015 an der Alice Salomon Hochschule angeboten wird und mit mehreren europäischen Hochschulen zusammenarbeitet.

## Wissenschaftsverständnis

### Selbstverständnis
Staub-Bernasconi versteht sich als ausgebildete Sozialarbeiterin in der Tradition früher Vertreterinnen der Sozialen Arbeit wie Alice Salomon, Jane Addams und Ilse Arlt. Sie verfolgt das Ziel, Soziale Arbeit über den bestehenden Methodenpluralismus hinaus weiterzuentwickeln und sie weiter als eigenständige akademische Disziplin zu etablieren. Dabei bleibt für sie die Verbindung zur Praxis zentral – die Frage, wie theoretisches Wissen in der Praxis angewendet werden kann, beschäftigt sie seit vielen Jahren in unterschiedlichen Zusammenhängen, etwa in der eigenen Berufspraxis, in der Lehre oder in der Projektberatung. Ihr Engagement für Menschenrechte bildet einen weiteren Schwerpunkt ihrer Arbeit, den sie sowohl auf nationaler als auch auf internationaler Ebene kontinuierlich verfolgt.

### Tripelmandat und Soziale Arbeit als Menschenrechtsprofession
Silvia Staub-Bernasconi hat mit der Verpflichtung der Fachkräfte gegenüber ihrer eigenen Profession ein zusätzliches Mandat formuliert, als Erweiterung von einem „Doppelmandat“ zu einem „Tripelmandat“. Dieses zusätzliche Mandat beinhaltet eine wissenschaftliche Aufarbeitung der Thematik und eine damit einhergehende ethische Bewertung der Situation und macht, so Bernasconi, die Soziale Arbeit zu einer Profession der Menschenrechte. Staub-Bernasconi könne, so Christine Labonté-Roset als Professorin der Alice Salomon Hochschule Berlin in einem Vortrag aus dem Jahr 2016, als Schöpferin des Wortes von der Sozialen Arbeit als Menschenrechts-Profession bezeichnet werden, auch wenn „es schon vorher viele Menschenrechts-Aktivisten/innen (sic!) gab, die auch entscheidend zur Entwicklung der Sozialen Arbeit in diese Richtung beitrugen“.

### Machttheorie
Professionelle Soziale Arbeit müsse Macht reflektieren – sowohl als ausübende als auch als betroffene Instanz. Macht sei dabei keine Eigenschaft von Individuen, sondern immer Teil sozialer Beziehungen und Strukturen und nicht vermeidbar. In Anlehnung an Jane Adams unterscheidet Staub-Bernasconi zwei Formen von Macht:
- Begrenzende Macht: legitim, sichert menschenwürdige Bedürfnisbefriedigung.
- Behindernde Macht: illegitim, schränkt Bedürfnisbefriedigung ein und wirkt unterdrückend.

Staub-Bernasconi verknüpft ihre Machttheorie mit einem ethischen Professionsverständnis: Macht wird dann als legitim bewertet, wenn sie soziale Gerechtigkeit, Teilhabe und Bedürfnisbefriedigung ermöglicht. Dies steht im Zentrum ihres Konzepts des Tripelmandats.

### Soziale Arbeit als eigenständige Wissenschaft und Profession
Staub-Bernasconi konzentriert sich in ihrer Arbeit auf das Professionswissen der Sozialen Arbeit und lehnt es prinzipiell ab, dass sich Sozialarbeitende „Hilfe von aussen“ holen müssten. Sie verweist dabei auf die entsprechende umfangreiche nationale/internationale Literatur und fordert von der Sozialen Arbeit mehr Besinnung auf sich selbst sowie mehr Selbstbewusstsein bezüglich der Theorie. Soziale Arbeit bedeutet für sie eine „sozial gebündelte, reflexive wie tätige Antwort auf bestimmte Realitäten, die als sozial und kulturell problematisch bewertet werden“. Dies begründet ihren sehr breitgefächerten Arbeits- und Forschungsbereich.

## Publikationen (Auswahl)

### Bücher

#### Monografien
- 1983: Soziale Probleme – Dimensionen ihrer Artikulation – Umrisse einer Theorie Sozialer Probleme als Beitrag zu einem theoretischen Bezugsrahmen Sozialer Arbeit. Rueger Diessenhofen.
- 1994: Heiner, Maja/Meinhold, Marianne/Spiegel, Hiltrud von/Staub-Bernasconi, Silvia: Methodisches Handeln in der Sozialen Arbeit. Lambertus Freiburg im Breisgau.
- 1995: Systemtheorie, soziale Probleme und Soziale Arbeit: lokal, national, international. Oder: vom Ende der Bescheidenheit. Paul Haupt UTB Bern/Stuttgart/Wien.
- 2007: Soziale Arbeit als Handlungswissenschaft. Systemische Grundlagen und professionelle Praxis – Ein Lehrbuch. Verlag Paul Haupt UTB Bern/Stuttgart/Wien.
- 2018: Soziale Arbeit als Handlungswissenschaft. Auf dem Weg zu kritischer Professionalität. 2. Auflage. Verlag Barbara Budrich UTB Opladen/Toronto.
- 2019: Menschenwürde - Menschenrechte - Soziale Arbeit. Die Menschenrechte vom Kopf auf die Füße stellen. Verlag Barbara Budrich Opladen/Berlin/Toronto.
- 2025: Legalität und Legitimität in der Sozialen Arbeit. Menschenrechte im Verhältnis zur nationalen Gesetzgebung. Verlag Barbara Budrich Opladen/Berlin/Toronto.

#### In Herausgeberschaft
- Silvia Staub-Bernasconi, Christina von Passavant & Antonin Wagner (1983): Theorie und Praxis der sozialen Arbeit : Entwicklung und Zukunftsperspektiven. Festschrift zum 75-jährigen Bestehen der Schule für Soziale Arbeit Zürich. Haupt Bern/Stuttgart.

### Aufsätze
- 1983: Theoriebezogene Fort- und Weiterbildung in der Sozialarbeit. In: Schweizerischer Berufsverband der Sozialarbeiter:            Sozialarbeit. Bern 1983, 11 (15), S. 20–36.

- 1983: Ein ganzheitliches Methodenkonzept – Wunschtraum? Chance? Notwendigkeit? Problembezogene Arbeitsweisen in der Sozialen Arbeit. In: Theorie und Praxis der Sozialen Arbeit. Entwicklung und Zukunftsperspektiven. Bern/Stuttgart 1983, S. 277–316.
- 1986: Soziale Arbeit als eine besondere Art des Umgangs mit Menschen, Dingen und Ideen. Zur Entwicklung einer handlungstheoretischen Wissensbasis Sozialer Arbeit. In: Schweizerischer Berufsverband der Sozialarbeiter: Sozialarbeit. Bern 1983, 10 (18), S. 2–71.
- 1989: Soziale Arbeit und Ökologie. 100 Jahre vor der ökologischen Wende. Ein Vergleich der theoretischen Beiträge von Jane Addams (1860–1935) und Wolf Rainer Wendt (1982ff). In: Schule für Soziale Arbeit: Neue Praxis 1989, 4 (19), S. 283–309.
- 1991: Das Selbstverständnis Sozialer Arbeit in Europa: frei von Zukunft – voll von Sorgen? In: Schweizerischer Berufsverband der Sozialarbeiter: Sozialarbeit. 2 (23). S. 2–32.
- 1994: Soziale Probleme – Soziale Berufe – Soziale Praxis. In: Maja Heiner, Marianne Meinhold, Hiltrud Spiegel, Silvia Staub-Bernasconi: Methodisches Handeln in der Sozialen Arbeit. Lambertus Freiburg im Breisgau 1994, S. 11–101.
- 1995: Das fachliche Selbstverständnis Sozialer Arbeit – Wege aus der Bescheidenheit. Soziale Arbeit als Human Rights Profession. In: Wolf Rainer Wendt (Hrsg.): Soziale Arbeit im Wandel ihres Selbstverständnisses – Beruf und Identität. Lambertus Freiburg im Breisgau 1995, S. 57–104. (PDF-Datei; 173 kB)
- 2007: Soziale Arbeit: Dienstleistung oder Menschenrechtsprofession? In: Andreas Lob-Hüdepohl, Walter Lesch (Hrsg.): Ethik Sozialer Arbeit. Ein Handbuch. Verlag Ferdinand Schöningh Paderborn 2007, S. 20–54.
- 2012: Soziale Arbeit und soziale Probleme – Eine disziplin- und professionsbezogene Bestimmung. In: Werner Thole (Hrsg.): Grundriss Soziale Arbeit. Ein einführendes Handbuch. VS Verlag für Sozialwissenschaften Springer Fachmedien Wiesbaden 2012, 4. Auflage, S. 245–258.
- 2021: Macht und (kritische) Soziale Arbeit. In: Björn Kraus, Wolfgang Krieger (Hrsg.): Macht in der Sozialen Arbeit. Interaktionsverhältnisse zwischen Kontrolle, Partizipation und Freisetzung. Jacobs Magdeburg, 5. Auflage, S. 363–392.